# Reiko Aonuma
Reiko Aonuma, coniugata Fujisawa (青沼令子?, Aonuma Reiko; Nagano, 28 gennaio 1954), è un'ex cestista giapponese.

## Carriera
Con il Giappone ha disputato i Giochi olimpici di Montréal 1976 e i Campionati mondiali del 1975.